# Försvarsområdesbefälhavare
En försvarsområdesbefälhavare är en högre militär befälhavare, dock ej en militärs högste befälhavare, som leder styrkor inom ett geografiskt/militärterritoriellt område, eller inom ett specifikt ansvarsområde.

## Sverige
Försvarsområdesbefälhavare (Fobef) var en militär totalförsvarsmyndighet på lägre regional nivå i Sverige, och tillika befattningen som chef för denna myndighet. Försvarsområdesbefälhavare var i allt väsentligt chef för ett försvarsområde (Fo), och i sin tur underställd en militärbefälhavare.
Inom varje försvarsområde, som utgjorde en geografisk del av ett militärområde, och i stort geografiskt överensstämde med de svenska länen, utnämndes av regeringen en försvarsområdesbefälhavare. Befattningarna låg på nivån överste av 1:a graden (kommendör av 1:a graden). Försvarsområdesbefälhavarbefattningen tillkom år 1942 genom försvarsbeslutet 1942.
Genom den så kallade OLLI-reformen som genomfördes inom försvarsmakten åren 1973–1975, kom försvarsområdena att sammanslås med ett regemente, som kom att benämnas för försvarsområdesregemente. Sammanslagningen innebar att regementschefen, då i egenskap av försvarsområdesbefälhavare, kunde samordna mobiliseringen av brigader och försvarsområdesförband. Mobiliserings- och materielansvaret inom hela försvarsområdet tillfördes försvarsområdesregementet, vilket ledde till bättre förutsättningar för samordnad krigsplanering inom försvarsområdet.
I och med att Försvarsmakten den 1 juli 1994 blev en samlad myndighet upphörde försvarsområdesbefälhavaren att vara en egen myndighet, men fanns kvar som en befattning med samma funktion. 
Försvarsområdesbefälhavarens roll var att i fred mot bakgrund av den operativa verksamheten leda och samordna krigsförberedelsearbete, upprätthålla erforderlig insatsberedskap och genomföra insatser inom incidentberedskapens ram. Genom försvarsbeslutet 2000 upphörde befattningarna den 30 juni 2000.